# Лука Чеппітеллі
Лука Чеппітеллі (італ. Luca Ceppitelli, нар. 11 серпня 1989, Кастільйоне-дель-Лаго) — італійський футболіст, захисник.

## Ігрова кар'єра
Народився 11 серпня 1989 року в місті Кастільйоне-дель-Лаго. Вихованець футбольної школи «Перуджі». В сезоні 2006/07 провів одну гру за головну команду клубу у третьому італійському дивізіоні, після чого грав лише за його молодіжні команди. 
На початку 2009 року перейшов до команди «Андрія» з четвертого дивізіону, в якому почав отримувати постійну ігрову практику у дорослому футболі і поступово став ключовим захисником команди з Андрії.
Влітку 2011 року уклав контракт з клубом «Барі», в якому став основним гравцем вже на рівні Серії B і де провів наступні три сезони.
2014 року став гравцем вищолігового «Кальярі», де також став одним з основних захисників, а згодом і капітаном команди. Загалом відіграв за цю команду вісім сезонів, взявши участь 180 іграх чемпіонату, здебільшого його найвищого дивізіону. Залишив «Кальярі» влітку 2022 року на правах вільного агента.

## Статистика виступів

### Статистика клубних виступів
Станом на 24 червня 2022
| Сезон               | Команда             | Чемпіонат           | Чемпіонат | Чемпіонат | Національний кубок | Національний кубок | Національний кубок | Континентальні кубки | Континентальні кубки | Континентальні кубки | Інші змагання | Інші змагання | Інші змагання | Усього | Усього |
| Сезон               | Команда             | Ліга                | Ігор      | Голів     | Ліга               | Ігор               | Голів              | Ліга                 | Ігор                 | Голів                | Ліга          | Ігор          | Голів         | Ігор   | Голів  |
| ------------------- | ------------------- | ------------------- | --------- | --------- | ------------------ | ------------------ | ------------------ | -------------------- | -------------------- | -------------------- | ------------- | ------------- | ------------- | ------ | ------ |
| 2006–07             | «Перуджа»           | C1                  | 1         | 0         | КІ                 | -                  | -                  | -                    | -                    | -                    | -             | -             | -             | 1      | 0      |
| 2007–08             | «Перуджа»           | C1                  | 0         | 0         | КІ                 | -                  | -                  | -                    | -                    | -                    | -             | -             | -             | 0      | 0      |
| 2008-січ. 2009      | «Перуджа»           | ЛП1Д                | 0         | 0         | КІ                 | -                  | -                  | -                    | -                    | -                    | -             | -             | -             | 0      | 0      |
| Усього за «Перуджу» | Усього за «Перуджу» | Усього за «Перуджу» | 1         | 0         |                    | -                  | -                  |                      | -                    | -                    |               | -             | -             | 1      | 0      |
| січ.-черв. 2009     | «Андрія»            | ЛП2Д                | 7+1       | 0         | -                  | -                  | -                  | -                    | -                    | -                    | -             | -             | -             | 8      | 0      |
| 2009–10             | «Андрія»            | ЛП1Д                | 23+2      | 0         | -                  | -                  | -                  | -                    | -                    | -                    | -             | -             | -             | 25     | 0      |
| 2010–11             | «Андрія»            | ЛП1Д                | 29        | 3         | -                  | -                  | -                  | -                    | -                    | -                    | -             | -             | -             | 29     | 3      |
| Усього за «Андрію»  | Усього за «Андрію»  | Усього за «Андрію»  | 59+3      | 3         |                    | -                  | -                  |                      | -                    | -                    |               | -             | -             | 62     | 3      |
| 2011–12             | «Барі»              | B                   | 25        | 0         | КІ                 | 2                  | 0                  | -                    | -                    | -                    | -             | -             | -             | 27     | 0      |
| 2012–13             | «Барі»              | B                   | 37        | 5         | КІ                 | 1                  | 0                  | -                    | -                    | -                    | -             | -             | -             | 38     | 5      |
| 2013–14             | «Барі»              | B                   | 38+3      | 6         | КІ                 | 1                  | 0                  | -                    | -                    | -                    | -             | -             | -             | 42     | 6      |
| Усього за «Барі»    | Усього за «Барі»    | Усього за «Барі»    | 100+3     | 11        |                    | 4                  | 0                  |                      | -                    | -                    |               | -             | -             | 107    | 11     |
| 2014–15             | «Кальярі»           | A                   | 25        | 0         | КІ                 | 2                  | 0                  | -                    | -                    | -                    | -             | -             | -             | 27     | 0      |
| 2015–16             | «Кальярі»           | B                   | 26        | 1         | КІ                 | 0                  | 0                  | -                    | -                    | -                    | -             | -             | -             | 26     | 1      |
| 2016–17             | «Кальярі»           | A                   | 19        | 0         | КІ                 | 1                  | 0                  | -                    | -                    | -                    | -             | -             | -             | 20     | 0      |
| 2017–18             | «Кальярі»           | A                   | 27        | 3         | КІ                 | 0                  | 0                  | -                    | -                    | -                    | -             | -             | -             | 27     | 3      |
| 2018–19             | «Кальярі»           | A                   | 24        | 1         | КІ                 | 2                  | 0                  | -                    | -                    | -                    | -             | -             | -             | 26     | 1      |
| 2019–20             | «Кальярі»           | A                   | 16        | 2         | КІ                 | 1                  | 0                  | -                    | -                    | -                    | -             | -             | -             | 17     | 2      |
| 2020–21             | «Кальярі»           | A                   | 19        | 0         | КІ                 | 1                  | 0                  | -                    | -                    | -                    | -             | -             | -             | 20     | 0      |
| 2021–22             | «Кальярі»           | A                   | 24        | 1         | КІ                 | 1                  | 0                  | -                    | -                    | -                    | -             | -             | -             | 25     | 1      |
| Усього за «Кальярі» | Усього за «Кальярі» | Усього за «Кальярі» | 180       | 8         |                    | 8                  | 0                  |                      | -                    | -                    |               | -             | -             | 188    | 8      |
| Усього за кар'єру   | Усього за кар'єру   | Усього за кар'єру   | 336+6     | 22        |                    | 12                 | 0                  |                      | -                    | -                    |               | -             | -             | 354    | 22     |